# Pijphout
Onder pijphout verstond men vroeger stukken eikenhout die geschikt waren om er duigen voor houten vaten van te maken.
De benaming komt voort uit het feit dat een vat ook wel een pijp werd genoemd.
Het betrof een plank van gekloofd of gezaagd eikenhout van ongeveer 10 Amsterdamse voet lengte, ofwel 2,83 meter ongeveer.